# Kościół Wszystkich Świętych w Heřmánkovicach
Kościół Wszystkich Świętych w Heřmánkovicach – zabytkowy kościół we wsi Heřmánkovice, w Czechach, w kraju hradeckim, w Sudetach Środkowych; należy do broumovskiej grupy kościołów.

## Historia
Świątynia zbudowana na wzniesieniu w miejscu wcześniejszego kościoła z drewna wzmiankowanego w XIV w. Obecny wzniesiono w stylu barokowym według projektu Kiliana Ignaza Dientzenhofera w 1723 na planie wydłużonego ośmiokąta.
W przedsionku  nad wejściem do kościoła znajduje się płycina z napisem w j. łac.  HONORI OMNIUM SS. TEMPLUM HOC ÆDIFICAT 1723 O.A.B (Zbudował tę świątynię na cześć wszystkich świętych O.A.B) (Otmarus Abbas Braunensis), gdzie O oznacza Othmara Zinke (1700–1738), a kolejne litery AB (Abbas Braunensis) – Opata Broumovskiego.
Kościół stoi na terenie cmentarza. Obok znajduje się zabytkowa barokowa plebania. Kościół jest centrum obszaru kultowego z cmentarzem, murem, wolnostojącą starą kostnicą i rzeźbą kalwaryjską poniżej cmentarza.
W lipcu 2023 na polecenie burmistrzyni Jany Králové rozbito ponad pięćdziesiąt grobów  osadników niemieckich na cmentarzu. Kamienie z grobów wywieziono do oddalonego o 12 kilometrów Božanova. Przed II wojną światową we wsi mieszkało ponad 1.500 Niemców, którzy zostali wysiedleni po wojnie.

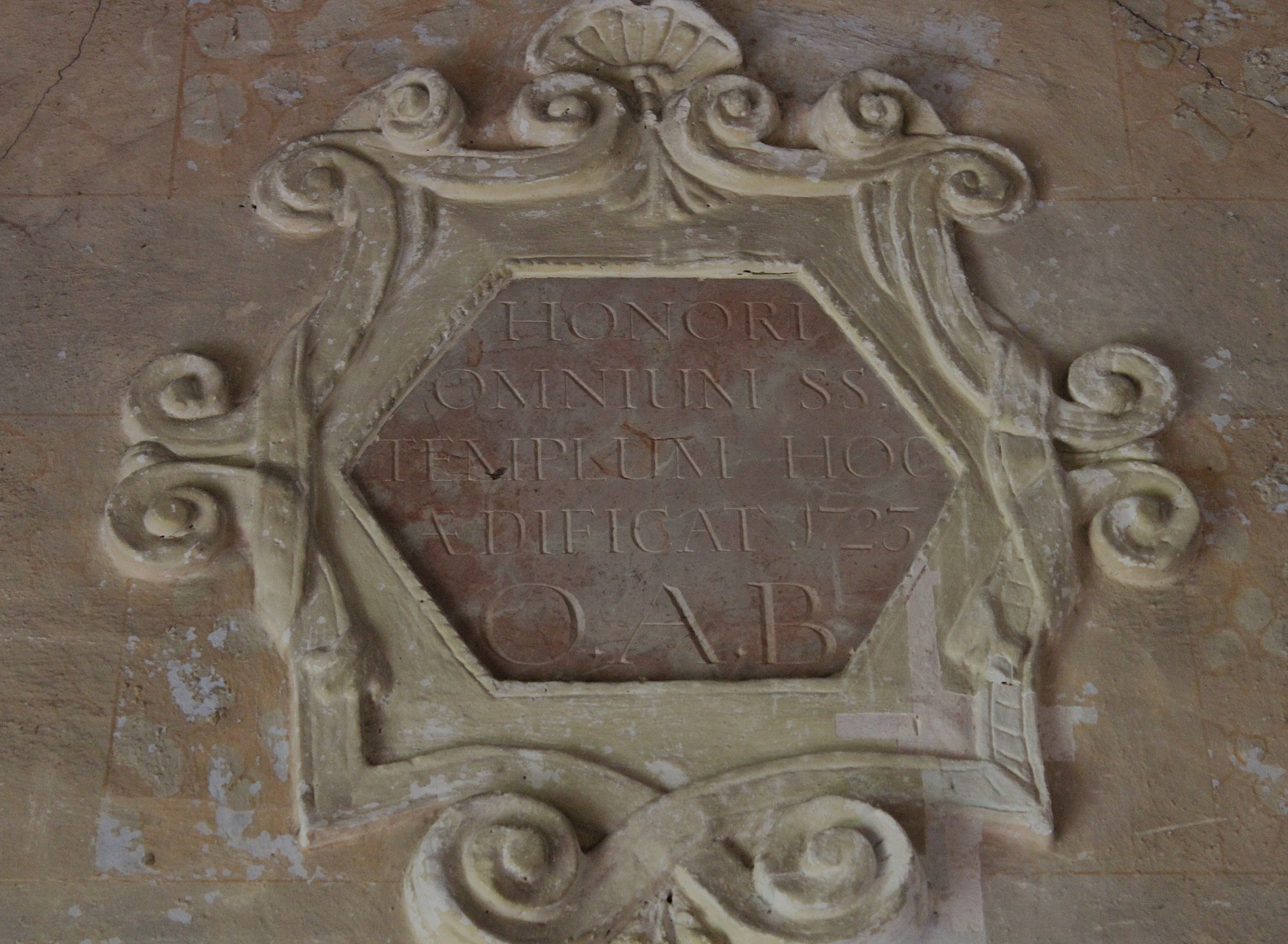
Płycina
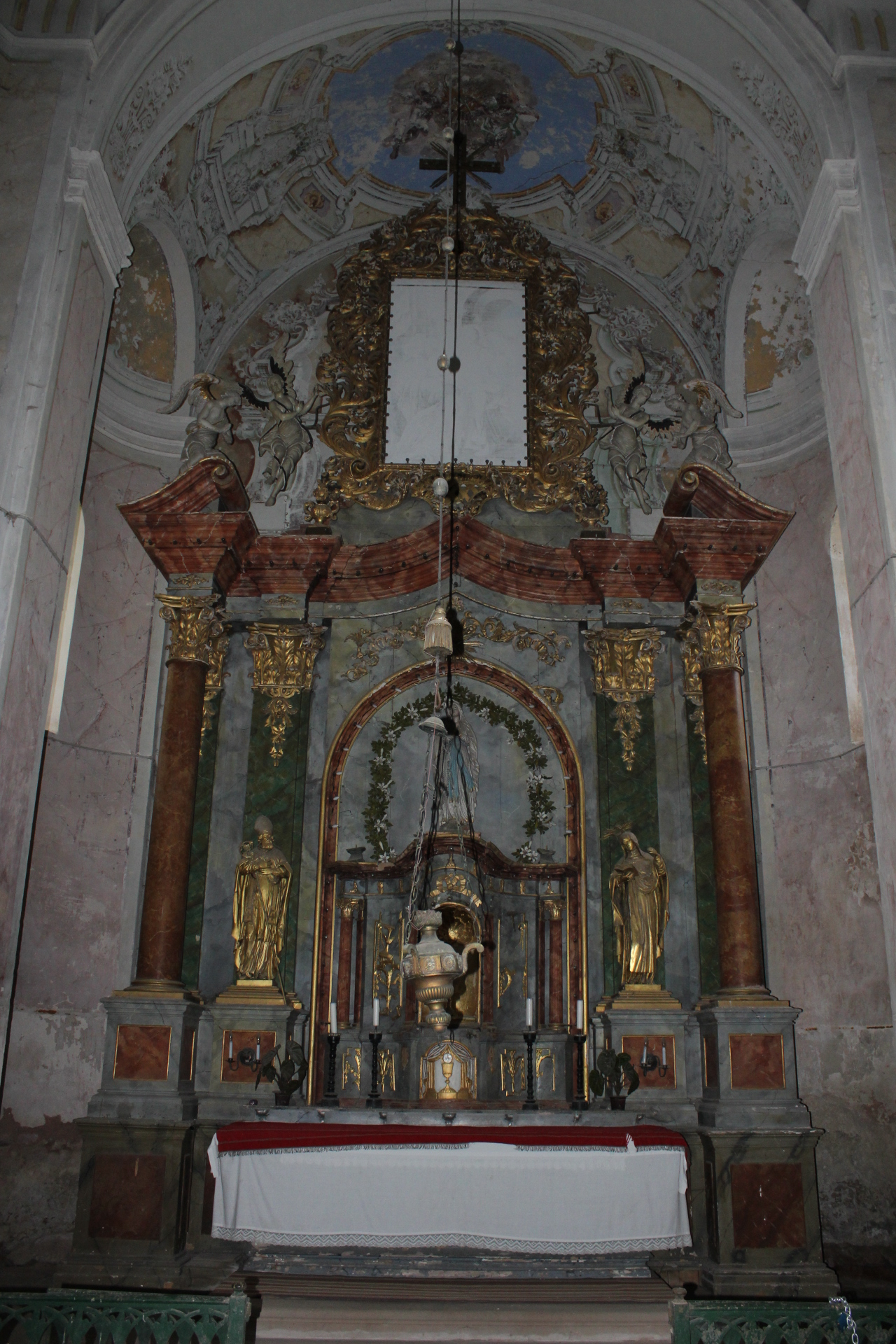
Ołtarz
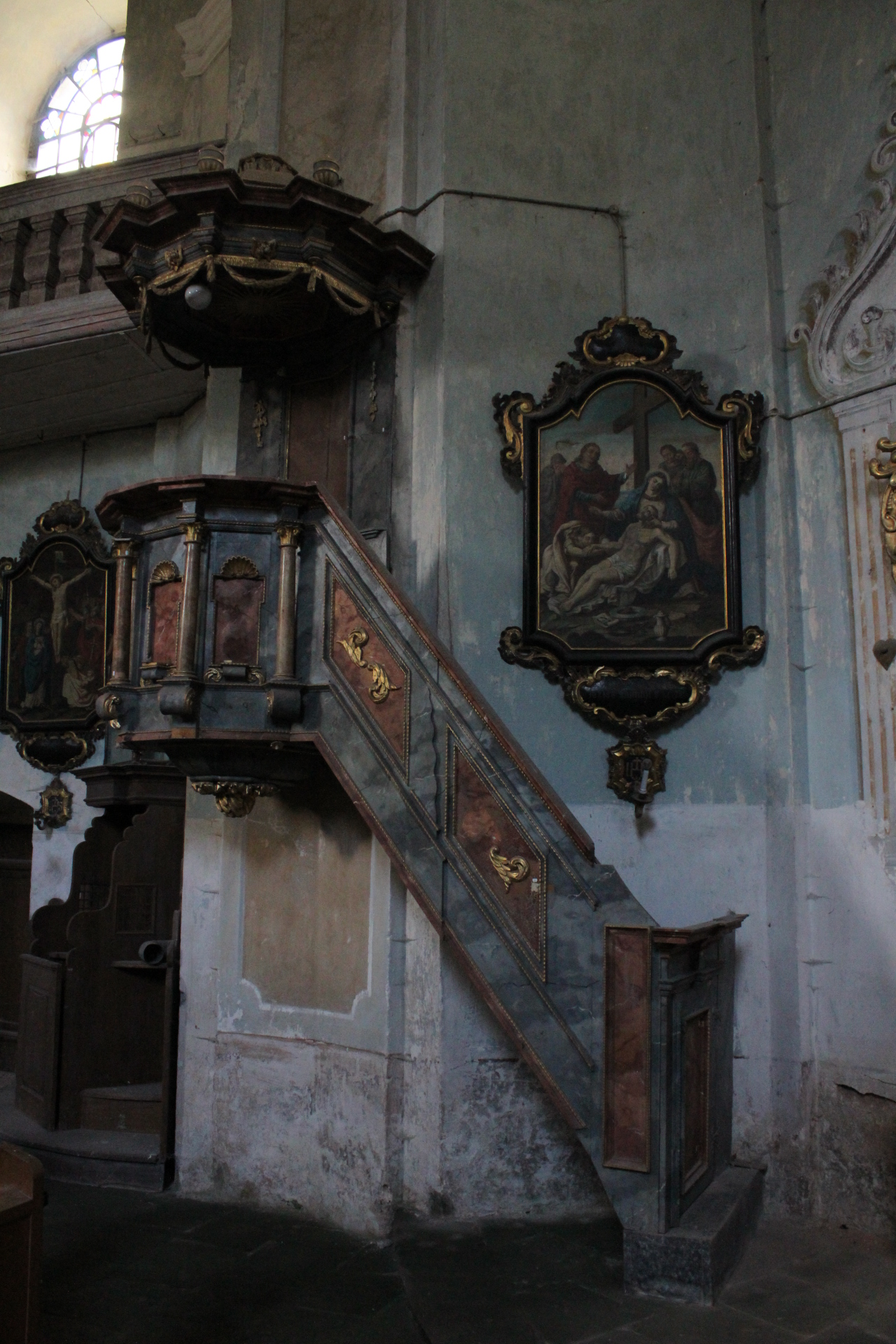
Ambona
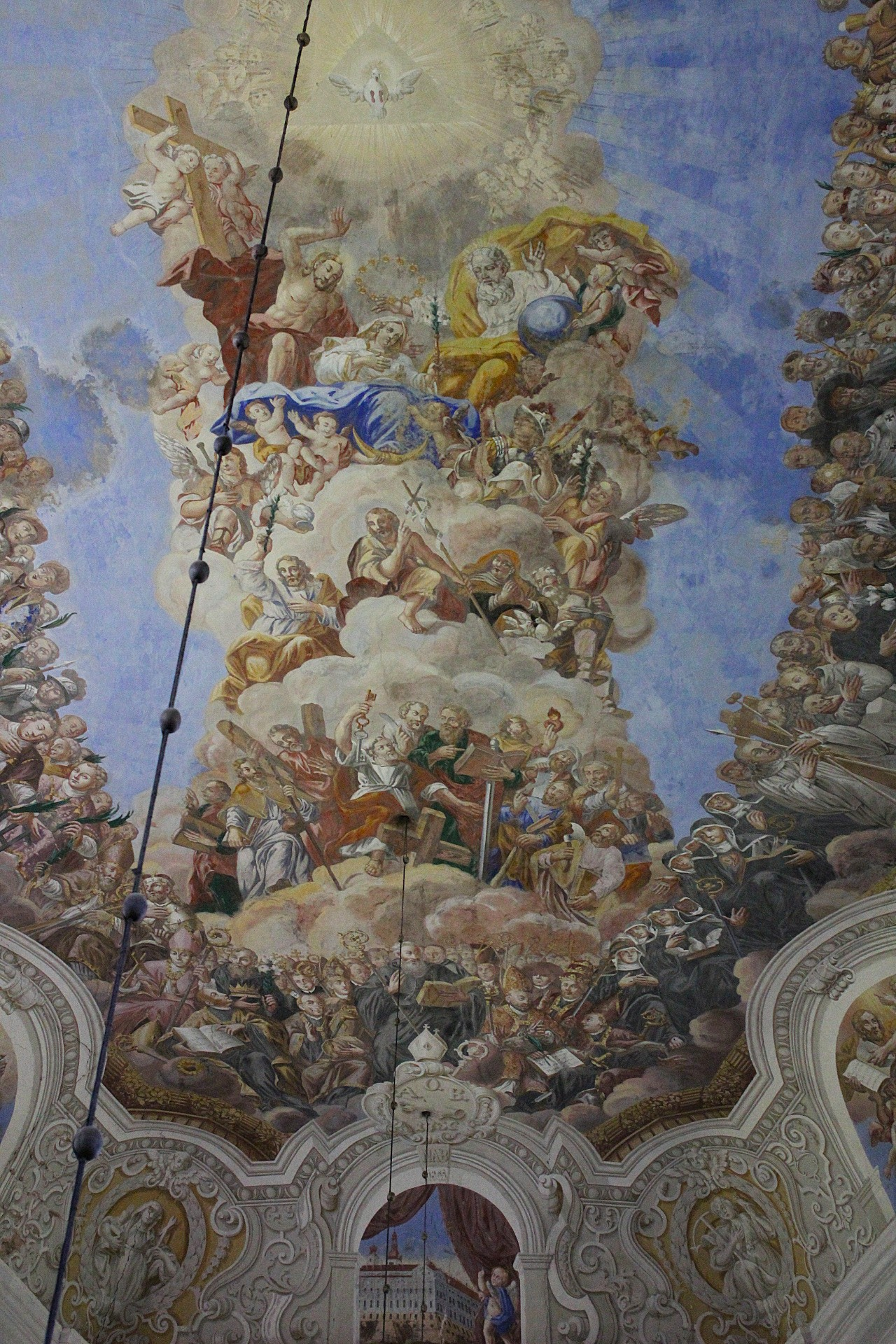
Fresk
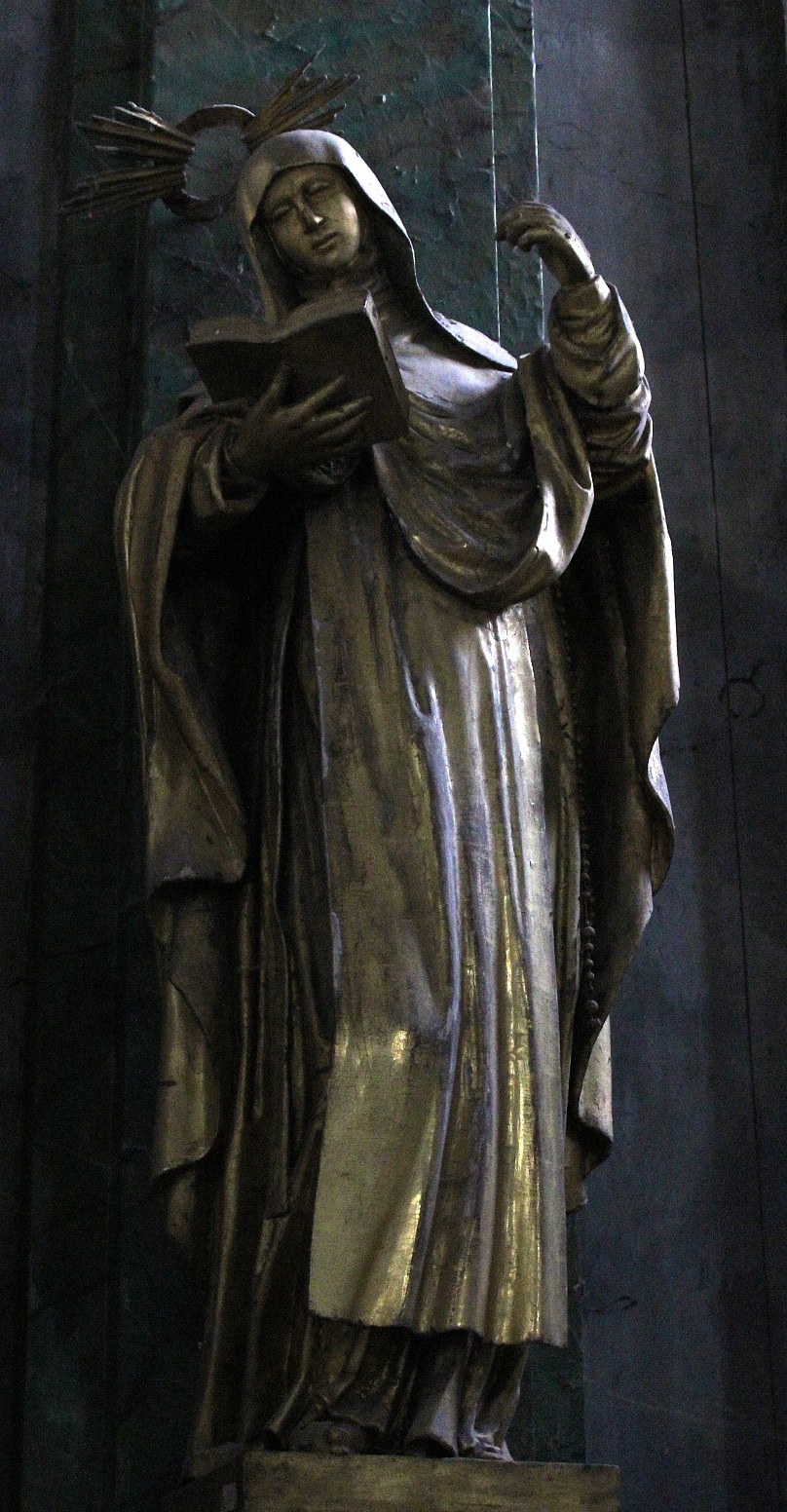
Figura
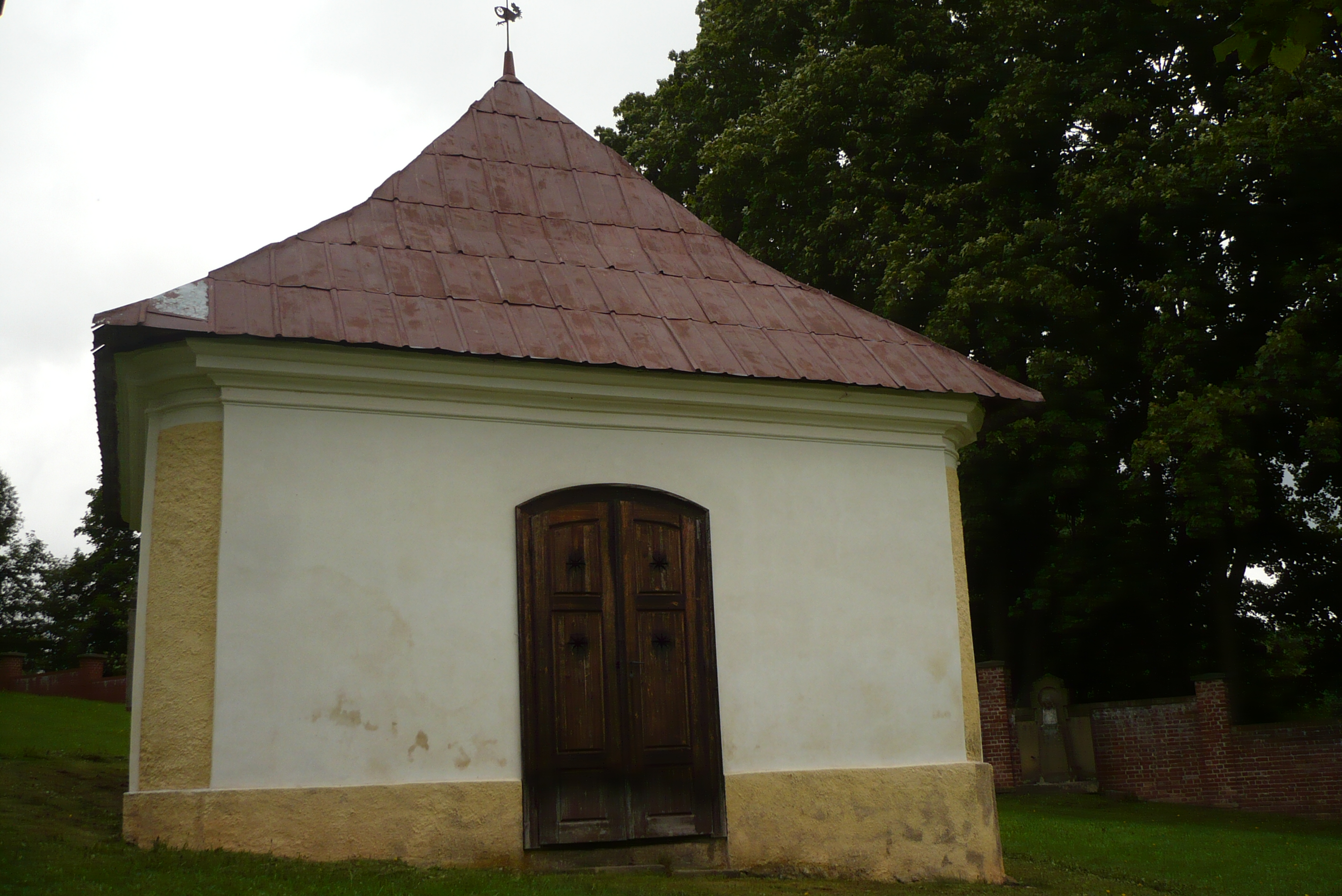
Kostnica
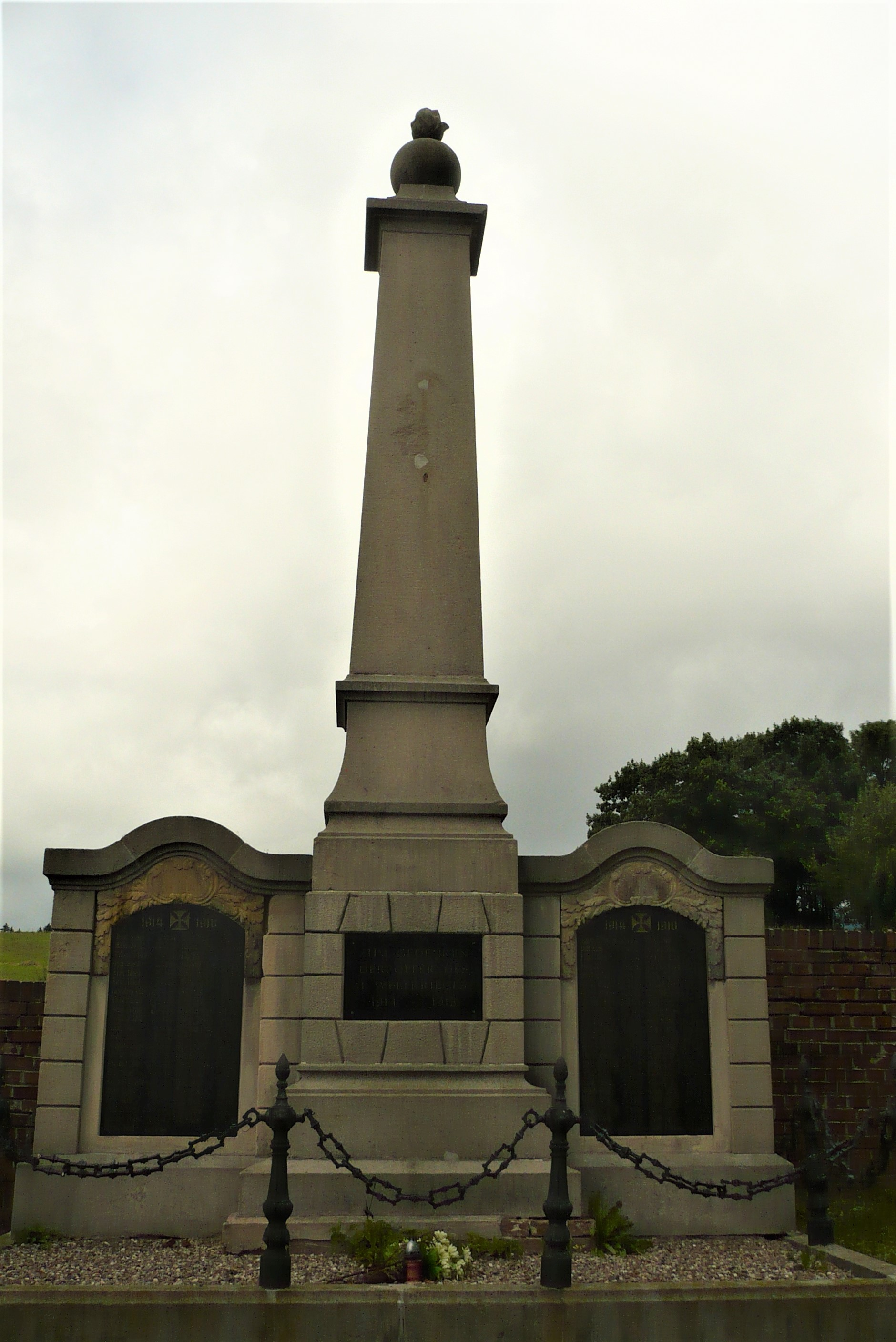
Pomnik poległych
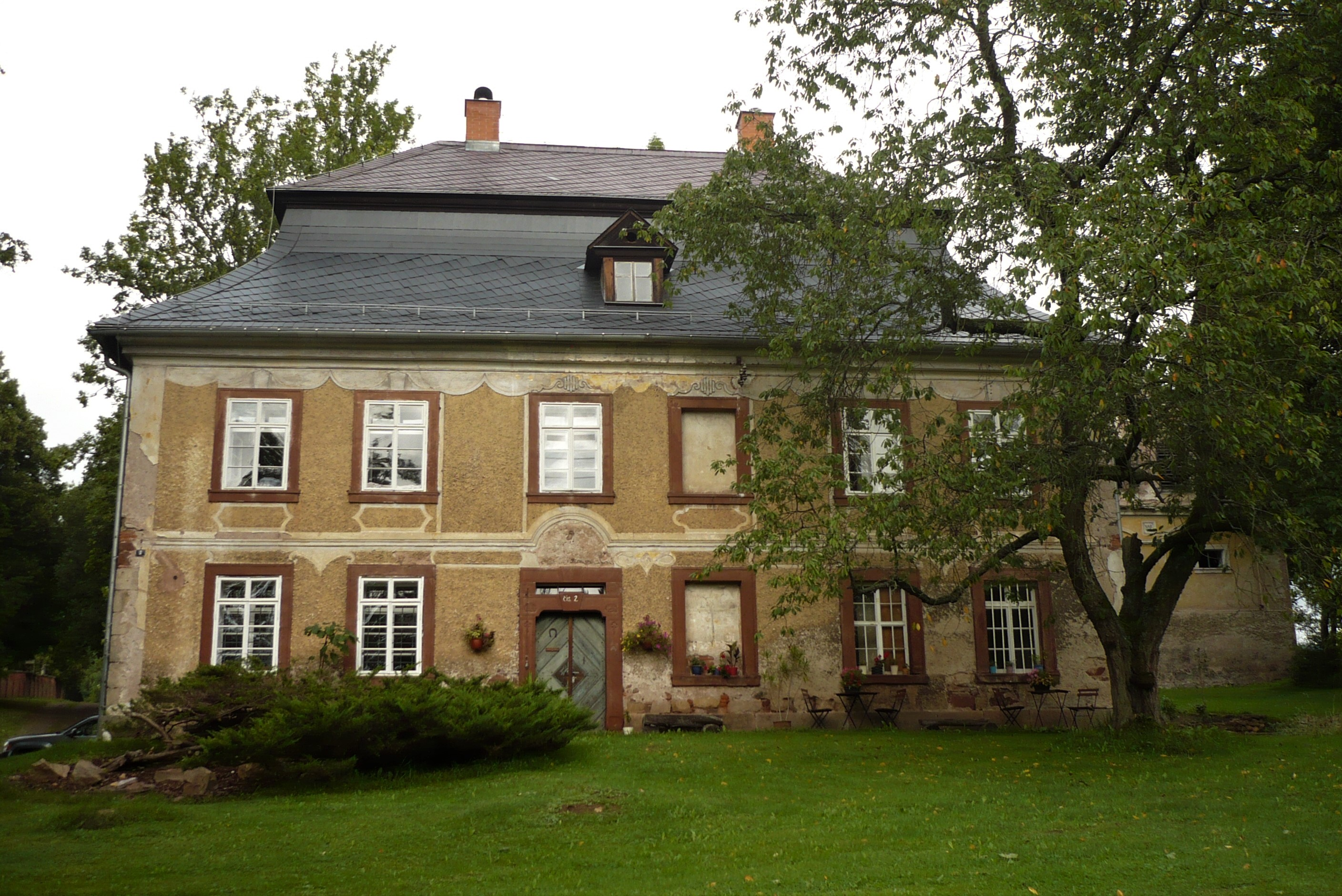
Plebania
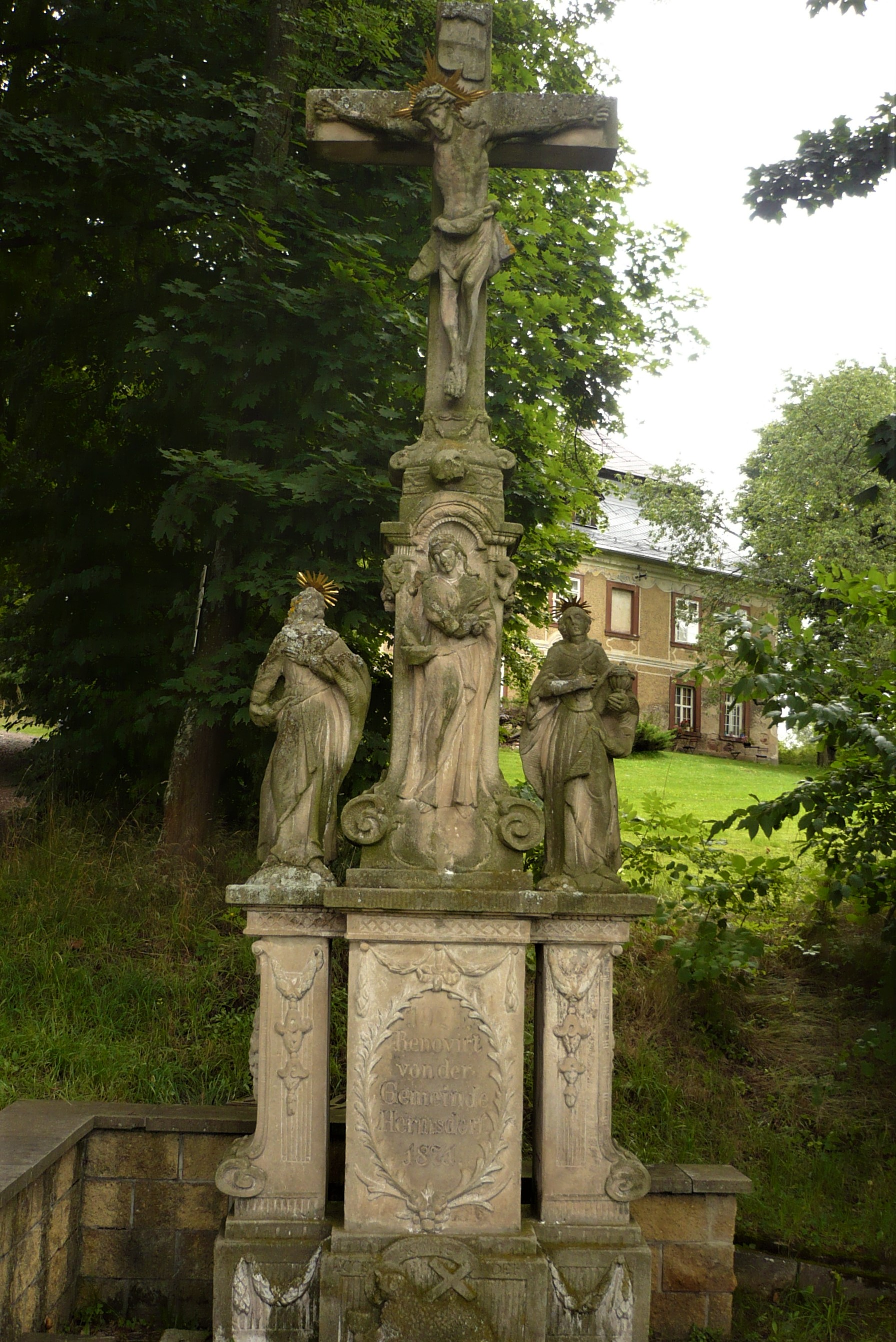
Krzyż poniżej cmentarza